# The Other Side of Aspen
Pour plus de détails, voir Fiche technique et Distribution.
The Other Side of Aspen est un film pornographique gay américain sorti en 1978.

## Synopsis
En montage alterné, un jeune homme (Casey Donovan) fait du jogging à San Francisco, et fait du ski à la station d'Aspen. Dans les scènes de montagnes, il entre dans un chalet et voit deux hommes avoir des rapports sexuels (Chad Benson et Dick Fisk).
Au chalet, Al Parker arrive et a des rapports sexuels avec Casey Donovan.
À San Francisco, le jogger rentré chez lui prend une douche en parlant à son compagnon. Dans le chalet, les quatre hommes commencent une orgie.
L'orgie se poursuit. Dans l'appartement californien, les deux amants initient une relation sexuelle.

## Fiche technique
- Réalisation : Bill Clayton
- Scénario : Bill Clayton
- Photographie :
- Montage :
- Producteur : Chuck Holmes
- Société de production : Falcon Studios
- Sociétés de distribution : Falcon Studios
- Langues : anglais
- Format : Couleur - 1.33 : 1 - 16 mm
- Genre : Film pornographique
- Durée : 39 minutes
- Dates de sortie : novembre 1978  États-Unis

## Distribution
- Casey Donovan : Casey Donovan
- Al Parker : Al
- Chad Benson
- Dick Fisk : Dick
- Jeff Turk (caméo)[1]
- Mike Flynn (caméo)[1]

## Distinctions
- GayVN Awards 2002 : meilleur DVD gay classique[2]
- Grabby Awards 2002 : meilleure vidéo classique[3]

## Commentaires
La station de ski d'Aspen (Colorado) était réputée pour accueillir de riches clients. Elle était aussi fréquentée par une clientèle homosexuelle. En 1979, la ville s'est engagée à protéger les droits des homosexuels.
The Other Side of Aspen emploie deux acteurs connus en pornographie gay : Casey Donovan, principal acteur du premier film du genre dans les années 1970, Boys in the Sand, et Al Parker. Une scène où Al Parker fiste Casey Donovan est coupée dans une des versions commercialisées, et apparaît dans le director's cut.
The Other Side of Aspen fut un succès dans le domaine de la vidéo pornographique gay en termes de vente : en 1993, il s'était vendu 45 000 vidéo-cassettes. C'est le premier succès du studio de production Falcon. Le studio allait ensuite produire plusieurs films reprenant le titre et le concept de The Other Side of Aspen. Le film est vu comme symbolisant le triomphe du clone homosexuel, le type du gay musclé et moustachu, propre et soigné, un idéal hygiéniste et esthétique promu par le producteur, Chuck Holmes.
En 2014, le film a été restauré et a été de nouveau commercialisé.

## Suites
- The Other Side of Aspen II (1985), réalisé par Bill Clayton
- The Other Side of Aspen III: Snowbound (1995), réalisé par John Rutherford
- The Other Side of Aspen IV: The Rescue (1995), réalisé par John Rutherford
- The Other Side of Aspen V (2001), réalisé par John Rutherford
- The Other Side of Aspen VI (2011), réalisé par Chris Ward